# Ginestet
 Ginestet  (así también en occitano) es una población y comuna francesa, situada en la región de Aquitania, departamento de Dordoña, en el distrito de Bergerac y cantón de La Force.

## Demografía
| 371 | 385 | 415 | 549 | 708 | 737 |
| Para los censos de 1962 a 1999 la población legal corresponde a la población sin duplicidades (Fuente: INSEE [Consultar]) |     |     |     |     |     |